# Hueto Abajo
Hueto Abajo en espagnol ou Otobarren en basque est une commune ou une contrée appartenant à la municipalité de Vitoria-Gasteiz dans la province d'Alava, située dans la Communauté autonome basque en Espagne.
Il fait partie de la Zone appelée Zone Rurale Nord-Est de Vitoria. Il se situe à 13 km au nord-ouest du centre de Vitoria, dans une vallée au pied du massif d'Arato.
Le nom provient de Goitio (Güeto dans l'antiquité), et signifie "lieu élevé" Goiti-o en basque. Barren est «pour le bas ». Il pourrait aussi être Bekoa (d'en bas en basque) (Goitio Bekoa)
Dans le passé il a reçu les noms Oto, Oto de Yuso, Hueto de Yuso, Güeto et Güeto Abajo, pour arriver à sa dénomination actuelle. Il a été la terre des seigneurs de Martioda, de la Casa des Hurtado de Mendoza, et a formé avec la localité voisine de Otogoien, la fraternité de Los Huetos, qui au XIXe siècle se serait constituée en commune. Hueto Abajo était la plus importante et principale population de la commune. En 1975 la commune de Los Huetos a été annexée à celle de Vitoria-Gasteiz.
Les festivités patronales se déroulent pour la San Vicente, le 22 janvier.

## Église de San Vicente de Hueto de Abajo
L'église de San Vicente est une des églises les plus caractéristiques du XIIIe siècle en Alava. Elle possède de nombreux éléments remarquables, mais parmi eux il faut souligner le retable de San Blas, situé sous la voûte du même nom, qui est constitué par huit tableaux peints au XVIe siècle. Il a été récemment restauré.

## Voir également
- Liste des municipalités de la province d'Alava